# Cancellaria crawfordiana
Cancellaria crawfordiana är en snäckart som beskrevs av Dall 1891. Cancellaria crawfordiana ingår i släktet Cancellaria och familjen Cancellariidae. Inga underarter finns listade i Catalogue of Life.